# Мізандрія
Мізандрі́я (від дав.-гр. μῖσος «ненависть» та ἀνήρ «чоловік»), або чоловіконенави́сництво — комплекс негативних кліше або стереотипів, пов'язаних зі страхом, нетерпимістю та іншими негативними почуттями щодо чоловіків та юнаків. Мізандрія може проявлятися у формі дискримінації за ознакою статі, приниженні чоловіків, насиллі проти чоловіків або сексуальною об'єктивацією чоловіків. Антонім до слова філандрія (любов до чоловіків та захоплення ними).
На думку активістів руху за права чоловіків, з боку феміністок, особливо радикальних феміністок, часто зустрічається мізандрія. Наприклад, в одній зі своїх статей Андреа Дворкін, відома американська радикальна феміністка, згадує про випадки, коли на феміністських зборах висловлювалися ідеї, що чоловіки це окрема раса/вид, що вони стоять біологічно нижче жінок, і що вимагається їхнє повне винищення як біологічно неповноцінного виду і створення нового надлюдського типу жінок («Übermensch Women») з переходом на партеногенез. Сама Дворкін різко критикувала ці ідеї у своїй статті «Biological Superiority: The World's Most Dangerous and Deadly Idea» (з англ. — «Біологічна перевага: найнебезпечніша і найсмертельніша ідея світу»). Хоча ця ідея досі випливає інколи серед ідей в сучасному феміністичному соціумі та сучасних соціальних мережах і має своїх прихильниць, вона не набула широкого розповсюдження через свою інтелектуальну недалекоглядність і соціально неприйнятні та культурні переконання більшості феміністично налаштованих жінок.

## Громадське ставлення
Правозахисні та чоловічі організації критикують сучасні закони про розлучення, про насильство в сім'ї та зґвалтування як приклади інституційної міграції та законодавчих привілеїв. У дослідженні студентів коледжу стосовно амбівалентного сексизму до чоловіків дослідники виявили, що жінки, які не визначали себе феміністками, більш схильні бути ворожими до чоловіків, ніж ті, які визнали себе феміністками, хоча при цьому також можуть бути більше схильні до доброзичливих поглядів щодо чоловіків. У дослідженні самовизначених гетеросексуальних жінок соціальні психологи виявили зв'язок між небезпечними стилями прив'язки до мислення і поведінки та ворожими жіночими сексизмами щодо чоловіків.
Це перш за все стосується розвинених країн, в Україні тема мізандрії практично не відома для широкого загалу, або ігнорується, як тема, на яку не варто звертати уваги через культурні стереотипи.

## В літературі
Фрома Цейтлін присвятила поняттю мізандрії в давньогрецькій літературі свою роботу «Patterns of Gender in Aeschylean Drama: Seven against Thebes and the Danaid Trilogy».
Критик основної течії фемінізму Крістіна Хофф Соммерс описала п'єсу «Монологи вагін» авторки Ів Енслер як чоловічоненависницьку, в тому розрізі, що у творі «не існує образів чудових чоловіків… п'єса представляє гангстерську галерею чоловічої грубості, садизму, зображення дитячих жеребців, каліцтва геніталій, бандитів-злочинців і ненависних маленьких хлопчиків», вона додає, що цей твір не йде в ногу із сьогоденними реаліями, бо «більшість чоловіків не грубіяни, вони не гнобителі…»
Мізандрія зустрічається, як у «високій», так і «низькій» культурі та літературі. Наприклад, афроамериканські чоловіки часто зневажливо зображуються як інфантильні або еротизовані та гіпермаскулінні, залежно від панівних в локальному соціумі культурних стереотипів.